# Ocainas
Los ocaina son un pueblo indígena de la Amazonía que habitan las riveras de los ríos Yaguasyacu, Ampiyacu, jamayacù, Putumayo y Algodón (en Perú); y Apoporis, Caquetá y Putumayo (en Colombia). Si bien son conocidos como ocaina, ellos se autodenominan Dyo'xaiya o Ivo'tsa. Hablan la lengua ocaina que se encuentra dentro de la familia.

## Historia

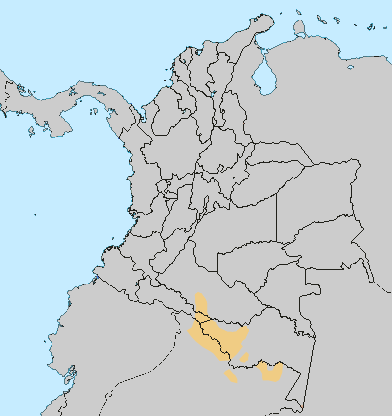
Familia de Lenguas bora-witoto que incluye además de los ocainas, los nonuñas, los uitotos, los muninanes y los bora-mirañas, entre otrs.

Los ocainas comparten historia y muchas características culturales con los huitotos, resígaros y andoques. 
Estos grupos habitaban el extremo sur de Colombia y fueron traídos a territorio peruano por los patrones durante el boom del caucho. La violencia infringida por los patrones descendió su población y actualmente se encuentran en proceso de asimilación a los huitotos.

## Instrumentos musicales ocainas
- Arón o Manguaré
- Gooncho, Tiityo o Pífano
- Oriibi o Yupana
- Pochiina o flauta